# COMT-Hemmer
COMT-Hemmer oder COMT-Inhibitoren (Catechol-O-Methyltransferase-Inhibitoren) kommen in der Therapie des Morbus Parkinson gemeinsam mit Levodopa und einem DOPA-Decarboxylasehemmer zum Einsatz.

## Wirkungsweise

COMT-Hemmer blockieren einen von zwei Wegen, durch die Levodopa inaktiviert werden kann, bevor es das zentrale Nervensystem erreicht. Der zweite Weg, der Abbau durch AADC, wird von Decarboxylasehemmern blockiert.

COMT-Hemmer sind Inhibitoren der Catechol-O-Methyltransferase (COMT), eines Enzyms, das gemeinsam mit der Monoaminooxidase (MAO) für den Metabolismus der Katecholamine zuständig ist. Sie wirken hauptsächlich peripher und nicht oder kaum im zentralen Nervensystem. Durch die COMT-Blockade wird die Methylierung des Levodopa verhindert und somit dessen Abbau verzögert, sodass schließlich auch ein größerer Anteil zum ZNS gelangen kann. Alleine angewendet haben die COMT-Hemmer keinen therapeutischen Effekt.

## Wirkstoffe
- Entacapon
- Tolcapon
- Opicapon